# Rondeletia bicolor (thực vật)
Rondeletia bicolor là một loài thực vật có hoa trong họ Thiến thảo. Loài này được Britton miêu tả khoa học đầu tiên năm 1917.